# Franco Farinelli
Franco Farinelli (Ortona, 6 maggio 1948) è un geografo italiano.

## Biografia
Ha insegnato geografia alle Università di Ginevra, Los Angeles (UCLA), Berkeley (UCB) e alla Sorbona di Parigi. È stato inoltre professore ordinario di geografia presso l'Università di Bologna e direttore del Dipartimento di Scienze della comunicazione dell'ateneo bolognese.
Dal 2009 al 2017 è stato presidente dell'Associazione dei Geografi Italiani.

## Opere
- 1981 - Il villaggio indiano

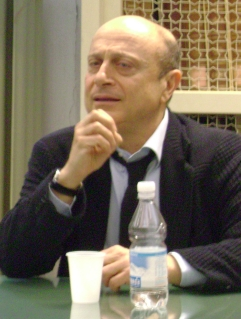
Franco Farinelli nel 2008

- 1984 - I lineamenti geografici della conurbazione lineare emiliano-romagnola, Istituto di Geografia dell'Università di Bologna
- 1988 - Pour une théorie générale de la géographie
- 1992 - I segni del mondo. Immagine cartografica e discorso geografico in età moderna, La Nuova Italia (ISBN 978-88-221-1136-4)
- 1993 - Geografia del mondo arabo e islamico, Utet (ISBN 978-88-7750-213-1) - scritto con Piero Dagradi
- 1994 - Limits of representation
- 2001 - Un'Europa, una moneta. L'avvento dell'euro nel vecchio continente, Pendragon (ISBN 978-88-8342-088-7)
- 2003 - Geografia. Un'introduzione ai modelli del mondo, Einaudi (ISBN 978-88-06-16020-3)
- 2004 - I caratteri originali del paesaggio pescarese, Edizioni Menabò (ISBN 88-86396-80-5)
- 2007 - L'invenzione della Terra, Sellerio (ISBN 978-88-389-2209-1)
- 2009 - La crisi della ragione cartografica, Einaudi
- 2015 - La parte originaria: tra il naturale e l'artificiale, in: Anna Valeria Borsari, Franco Farinelli, Eleonora Fiorani, Raffaele Milani, Gian Battista Vai, Naturale e/o artefatto, ed. Mimesis / Filosofie, 2015; alle pp. 9– 19. Atti del convegno
- 2024 - Il paesaggio che ci riguarda, Touring Club Italiano (ISBN 978-88-365-8299-0)

## Audiodocumentari
I seguenti documentari sono andati in onda su RadioRai2:
- 2002 - Neum, pneuma e apnea. Il respiro del mediterraneo
- 2003 - Il globo, la mappa, il mondo
- 2004 - L'ammiraglio delle zanzare (Cristoforo Colombo)
- 2005 - L'invenzione della Terra